# Horizon Europe
«Горизонт Європа» — це запланована 7-річна науково-дослідна програма Європейського Союзу, яка має замінити програму «Горизонт 2020». Європейська комісія розробила та затвердила план програми «Горизонт Європа», який передбачає підвищення фінансування науки в ЄС на 50 % протягом 2021—2027 років.
Станом на квітень 2019 року Єврокомісія пропонувала бюджет «Горизонт Європа» в розмірі 94,1 мільярда євро. Для порівняння, бюджет «Горизонт 2020» становив 77 мільярдів євро.
Незалежні спостерігачі прогнозують, що остаточно схвалене фінансування буде значно нижчим після завершення тривалих переговорів з Європейським Парламентом та країнами-членами ЄС. Протягом останніх кількох років Європейський комісар Карлуш Моедаш разом із численними зацікавленими групами намагалися пролобіювати більший бюджет ЄС на фінансування науки. Щоб залучити політичну підтримку для збільшення бюджету, він має намір використовувати американський підхід «польотів на місяць» (англ. «moonshots»), щоб зосередити дослідницькі зусилля та підвищити зацікавленість громадськості.

## Деталі
Проект потребує 100 мільярдів євро на дослідження та інновації в 2021—2027 роках. З цієї суми 2,4 млрд євро зарезервовано за програмою ядерних досліджень Євратом, а 3,6 млрд євро — для інвестиційного фонду для фінансування низки проектів під назвою «InvestEU». Враховуючи 2 % річної інфляції, в 2018 році бюджет Horizon Europe становить 86,6 мільярда євро.
У більш фінансово спроможних членах ЄС висловлювалися проти збільшення фінансування. Зокрема, прем'єр-міністр Нідерландів Марк Рютте заявив, що проект бюджету є «неприйнятним».
Для покриття наукових витрат в розмірі 100 мільярдів євро, план Комісії потребує скорочення фінансування сільського господарства та фонду гуртування на 5 відсотків. Крім того, запропоновано скоротити фінансування заходів для забезпечення дотримання верховенства права в державах-членах, в тому числі щодо забезпечення незалежності судів.

## Участь України
Затверджена в 2019 році програма уряду передбачала участь України в програмі «Горизонт Європа».

## Див також
- Європа 2020
- Креативна Європа